# Rajko Prodanović
Rajko Prodanović (en serbe : Рајко Продановић), né le 24 avril 1986 à Belgrade, est un joueur serbe de handball. Il mesure 1,88 mètre et pèse 87 kilos. Il joue au poste d'ailier droit et est international serbe.

## Biographie
Peu après son arrivée au Pick Szeged en 2011, il signe un contrat de deux ans chez le concurrent hongrois de MKB Veszprém KC. Entretemps, l’espagnol Carlos Ortega est arrivé et celui-ci ne compte pas sur Prodanović. Le 6 septembre 2013, il quitte Veszprém sans y avoir joué et est donc prêté un an dans le club allemand de Rhein Neckar Löwen.

## Palmarès

### En équipe nationale
- Championnats d'Europe
  -  Médaille d'argent au Championnat d'Europe 2012,  Serbie
  - 13e place au Championnat d'Europe 2014
- Jeux olympiques
  - 9e place aux Jeux olympiques de 2012
- Championnats du monde
  - 8e place au Championnat du monde 2009
  - 10e place au Championnat du monde 2011
  - 10e place au Championnat du monde 2013
- Jeux méditerranéens
  -  Médaille d'or aux Jeux méditerranéens de 2009